# Muxía
Muxía (galicisch und offiziell;spanisch und ehemals amtlich Mugía) ist eine Gemeinde in der galicischen Provinz A Coruña im Nordwesten Spaniens.

## Geographie
Der Ort liegt an der Costa da Morte, einem Abschnitt der nordwestspanischen Atlantikküste. Zum Gemeindegebiet gehört mit dem Kap Touriñán der westlichste Punkt des spanischen Festlandes.

## Geschichte
Die Küste von Muxía gehörte bei der durch den Untergang des Öltankers Prestige im November 2002 ausgelösten Umweltkatastrophe zu den am stärksten betroffenen Gebieten.
Am Abend des 25. Dezember 2013 vernichtete ein Feuer nach einem Blitzeinschlag während des Weihnachtssturms den Dachstuhl und einen Teil des Sanktuariums da Virxe da Barca (Marienheiligtum der Schiffsjungfrau). Die Kirche ist ein wichtiger Wallfahrtsort in Galicien und ein weiteres Ziel vieler Pilger, nachdem sie Santiago de Compostela erreicht haben.

## Bevölkerungsentwicklung der Gemeinde
Legende: Mugía___Muxía

## Gemeindegliederung
Die Gemeinde Muxía ist in 14 Parroquias gegliedert:
| Parroquias          | Patrozinium   | Einwohner 2024 | Fläche km² | Dichte Einw./km² | Höhe msnm | Ortskennzahl |
| ------------------- | ------------- | -------------- | ---------- | ---------------- | --------- | ------------ |
| Bardullas           | San Xoán      | 89             | 4,58       | 19               | 125       | 15052010000  |
| Caberta             | San Fins      | 91             | 2,70       | 34               | 103       | 15052030000  |
| Coucieiro           | San Pedro     | 299            | 9,42       | 32               | 86        | 15052040000  |
| Frixe               | Santa Locacia | 174            | 6,92       | 25               | 76        | 15052050000  |
| Leis de Nemancos    | San Pedro     | 87             | 3,43       | 25               | 77        | 15052060000  |
| Moraime             | San Xulián    | 747            | 21,06      | 35               | 82        | 15052070000  |
| Morquintián         | Santa María   | 136            | 15,58      | 9                | 171       | 15052080000  |
| Muxía               | Santa María   | 1.479          | 0,93       | 1.590            | 25        | 15052090000  |
| Nemiña              | San Cristovo  | 102            | 5,43       | 19               | 54        | 15052100000  |
| Nosa Señora da O    | Santa María   | 79             | 5,22       | 15               | 47        | 15052110000  |
| San Martiño de Ozón | San Martiño   | 747            | 25,83      | 29               | 93        | 15052120000  |
| Santiso de Vuiturón | San Tirso     | 56             | 4,36       | 13               | 0         | 15052020000  |
| Touriñán            | San Martiño   | 55             | 6,62       | 8                | 114       | 15052130000  |
| Vilastose           | San Cibrán    | 309            | 9,71       | 32               | 130       | 15052140000  |

## Wirtschaft
| Ackerbau, Viehzucht und Fischerei                                                  | 0305  | 022,66 |
| Industrie                                                                          | 0123  | 09,14  |
| Bauwirtschaft                                                                      | 0169  | 012,56 |
| Dienstleistungsbetriebe                                                            | 0749  | 055,65 |
| Total                                                                              | 1.346 | 100,00 |
| * Daten aus dem Statistischen Amt für Wirtschaftliche Entwicklung in Galicien, IGE |       |        |

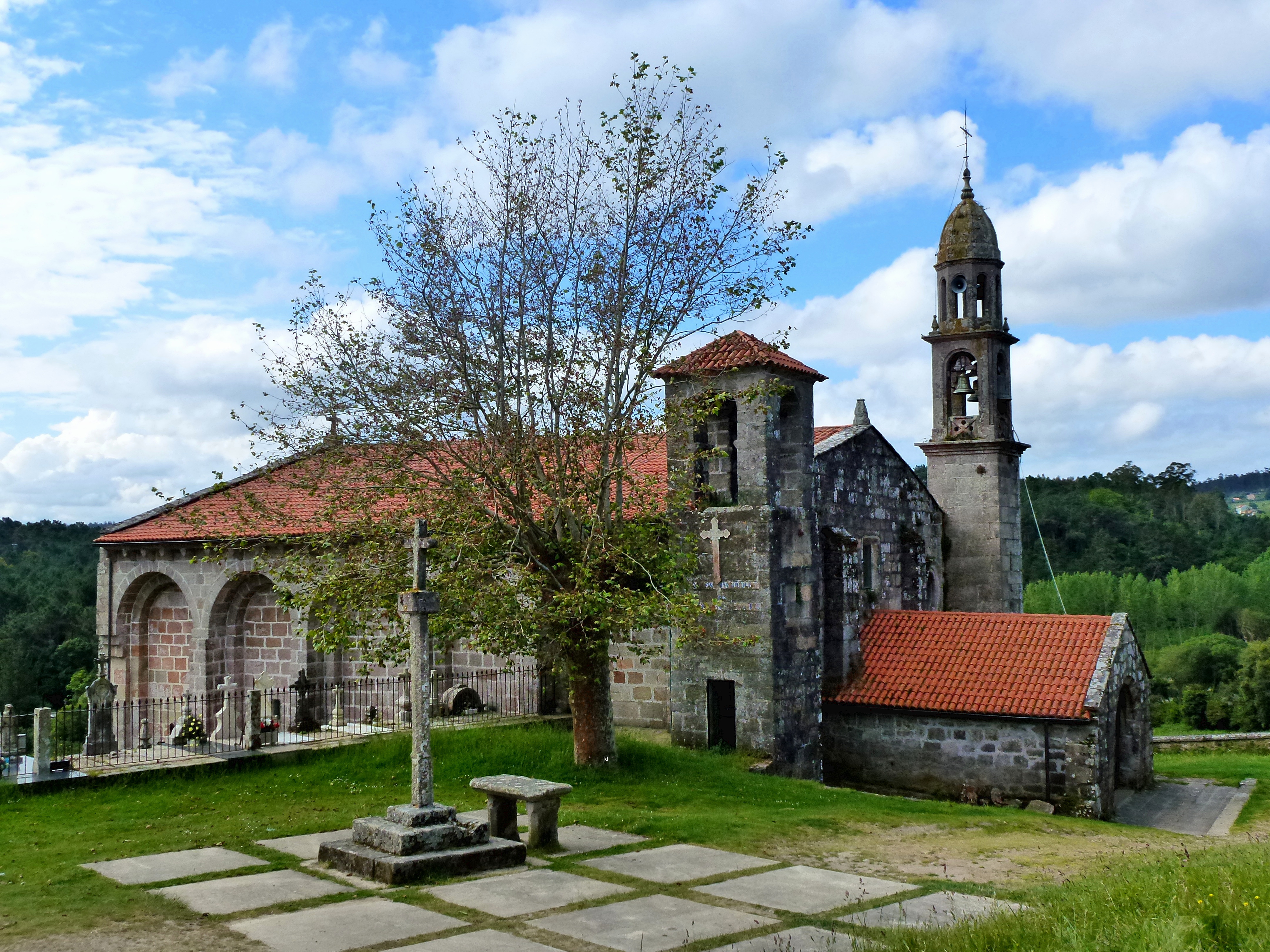
Ehemalige Klosterkirche St. Julian Moraime
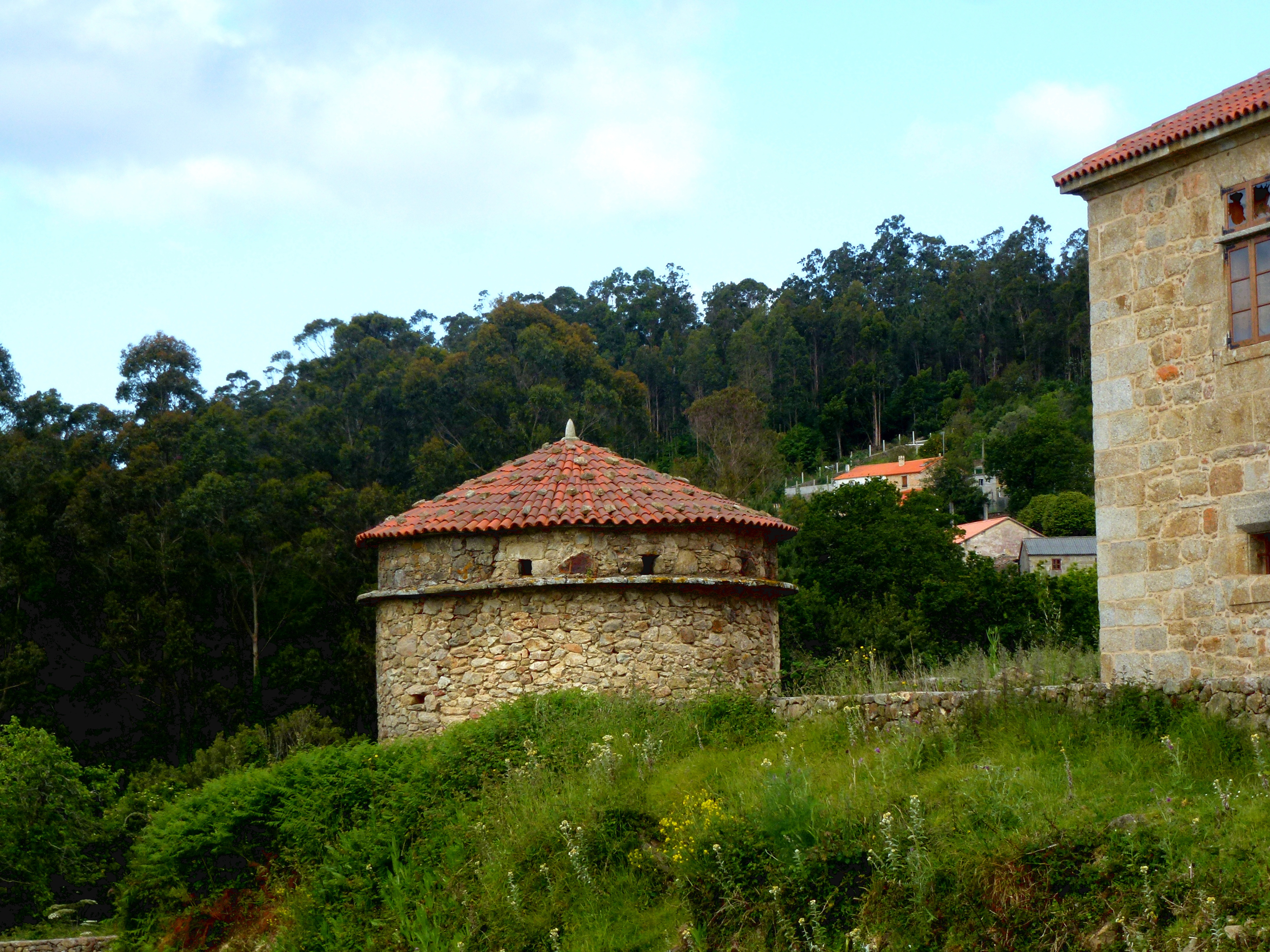
St. Julian Moraime Taubenhaus.
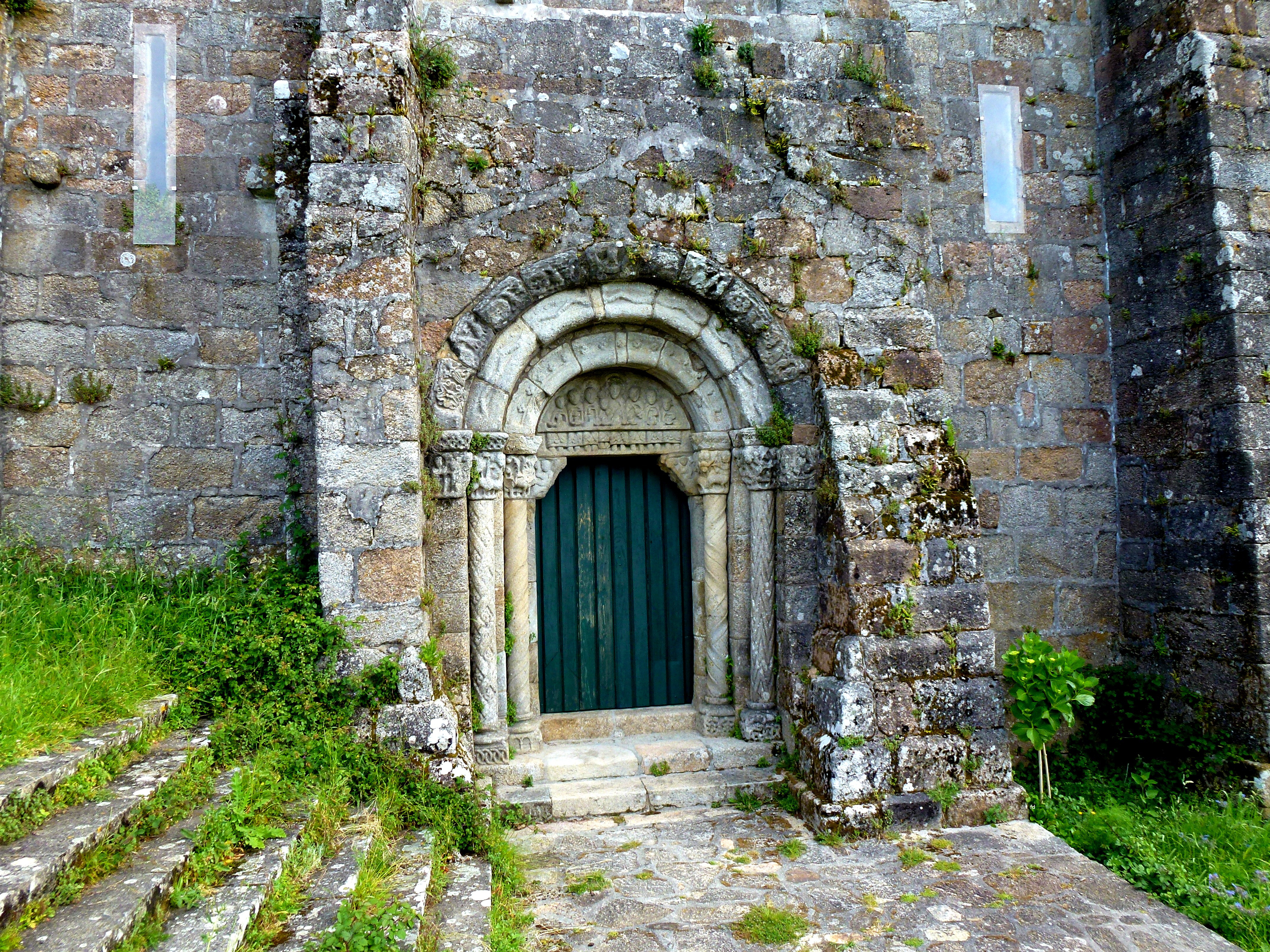
St. Julian Moraime Seitenportal
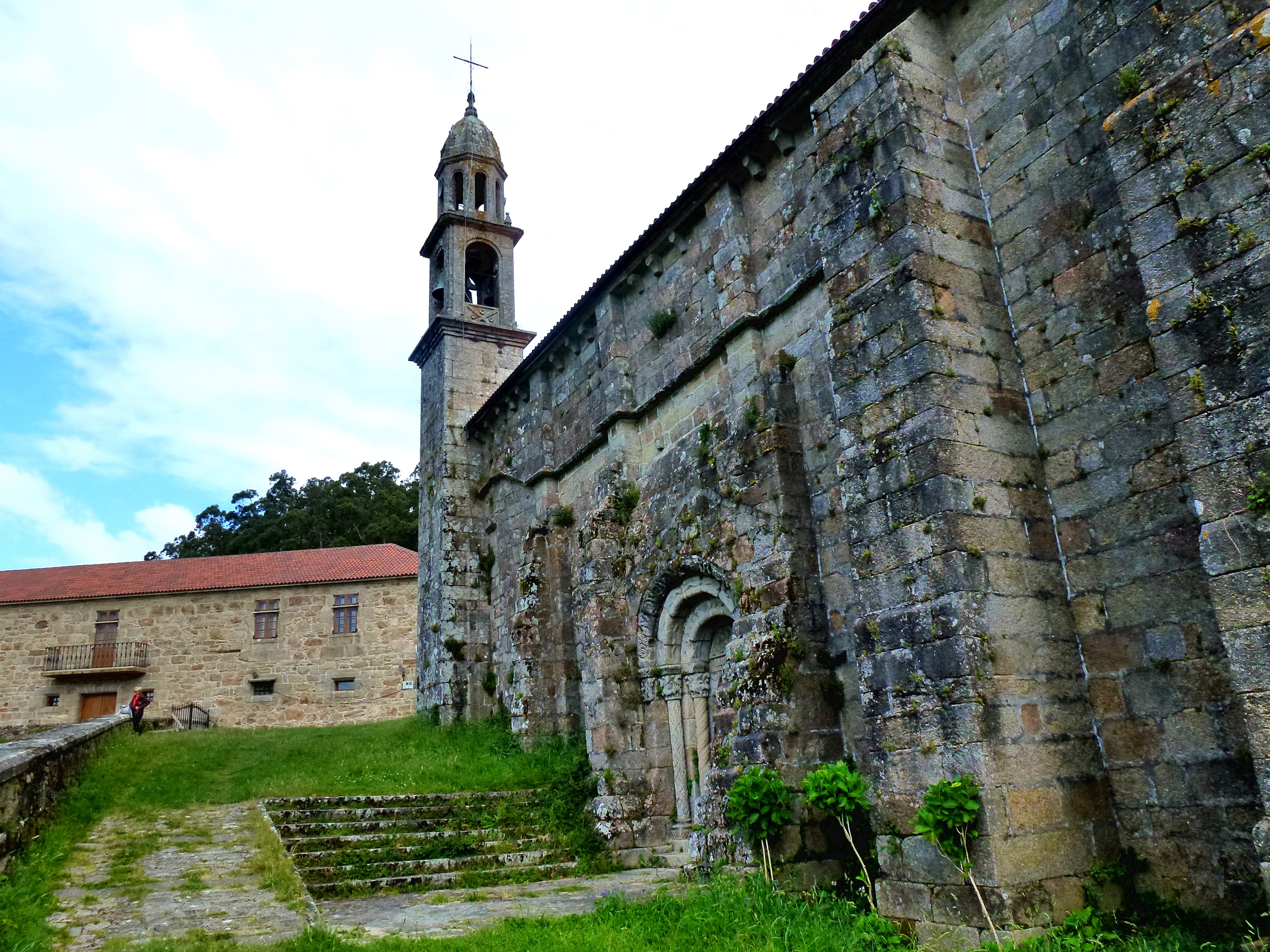
Ehemalige Klosterkirche St. Julian Moraime Seitenansicht
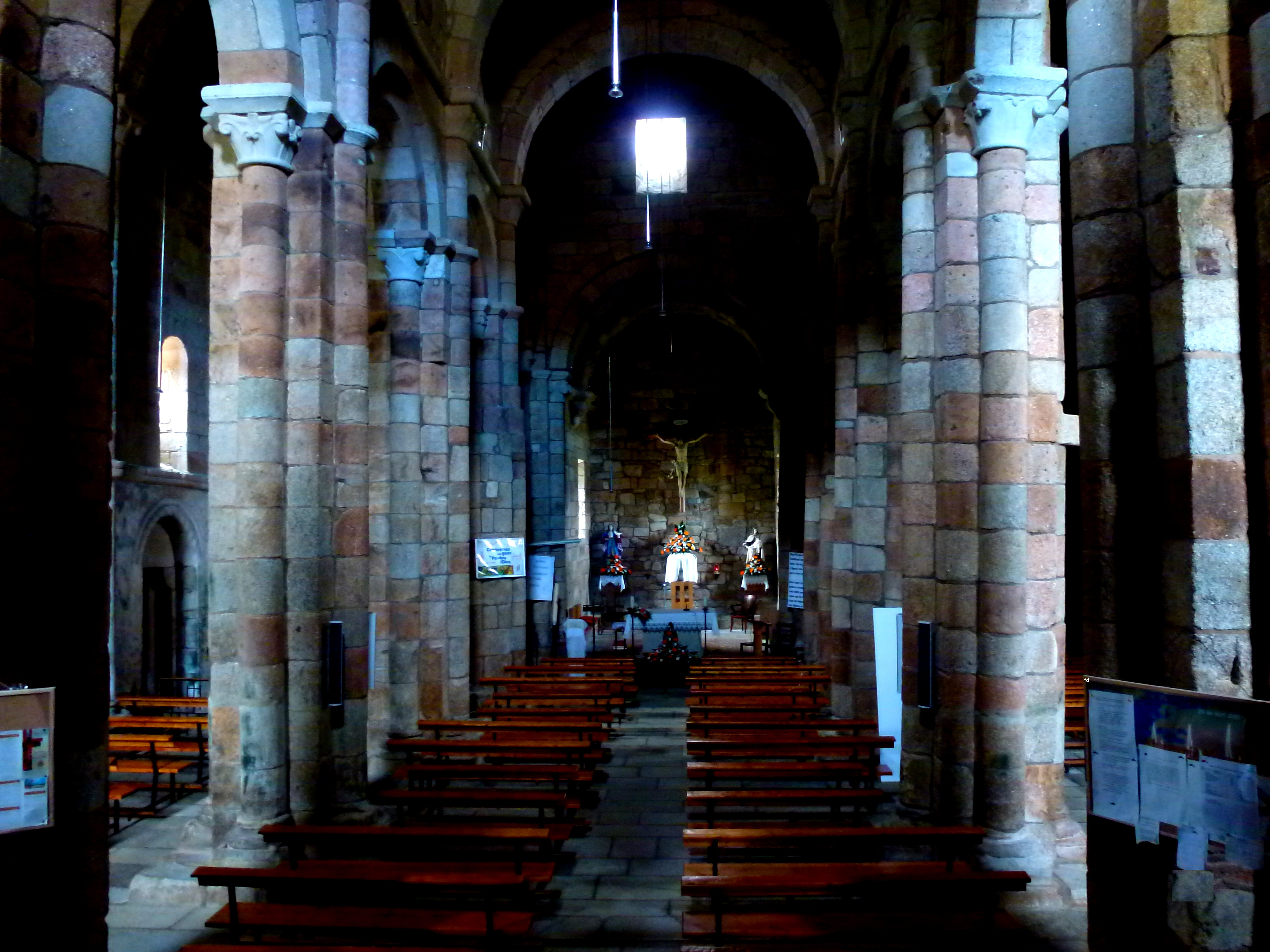
St. Julian Moraime Innenraum
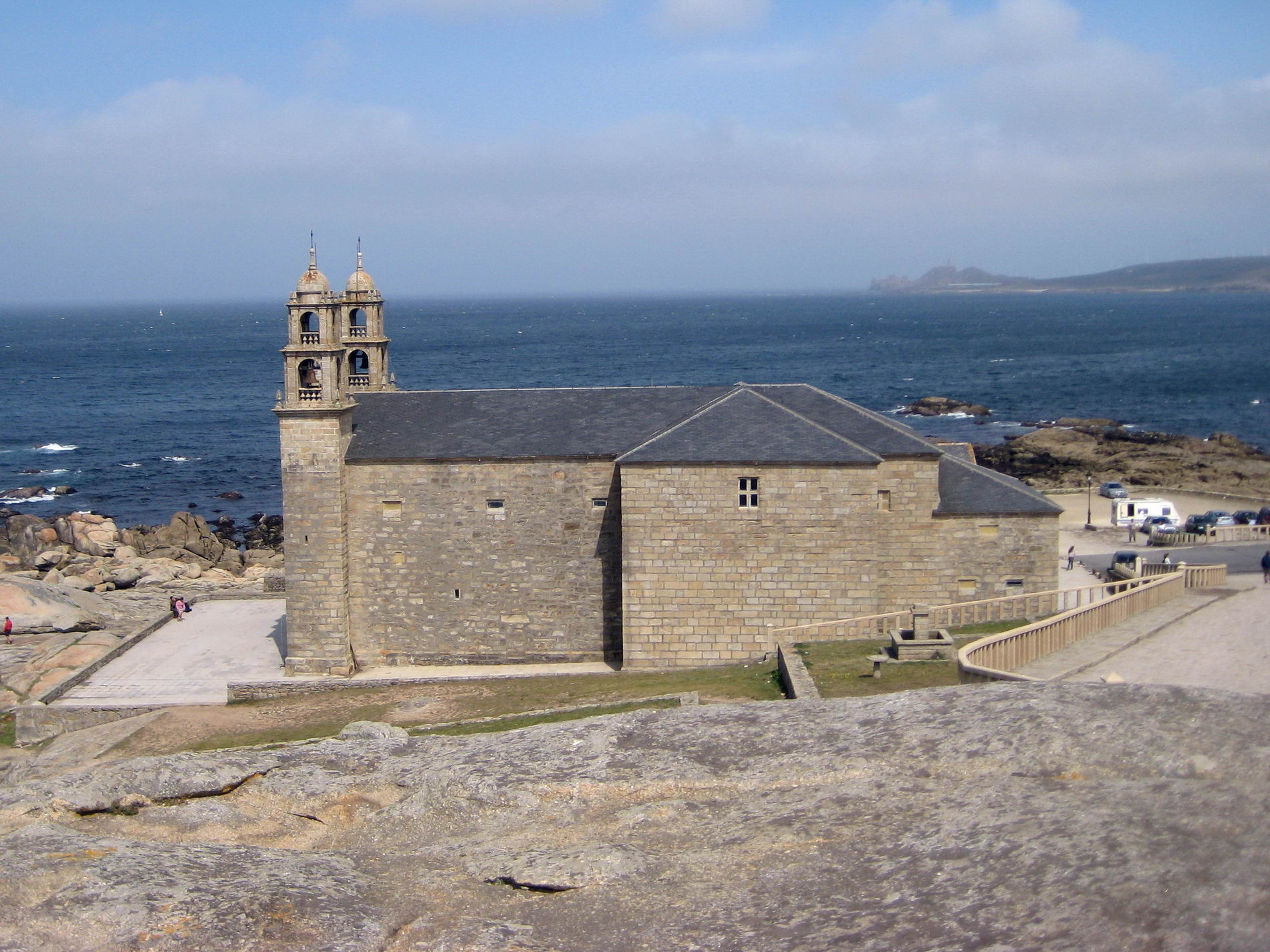
Santuario da Virxe da Barca
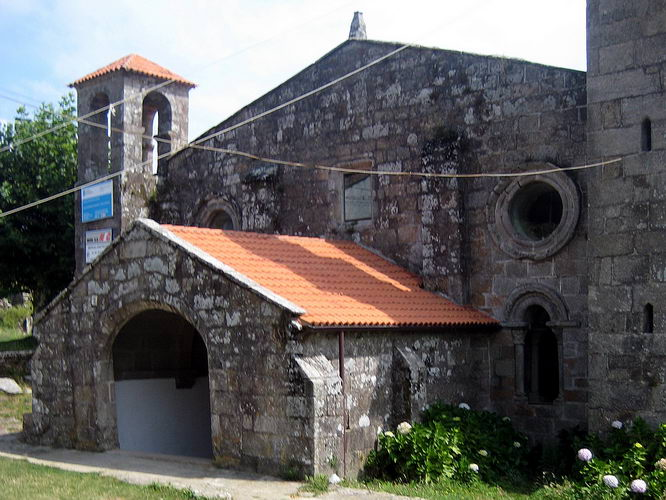
San Xulián de Moraime
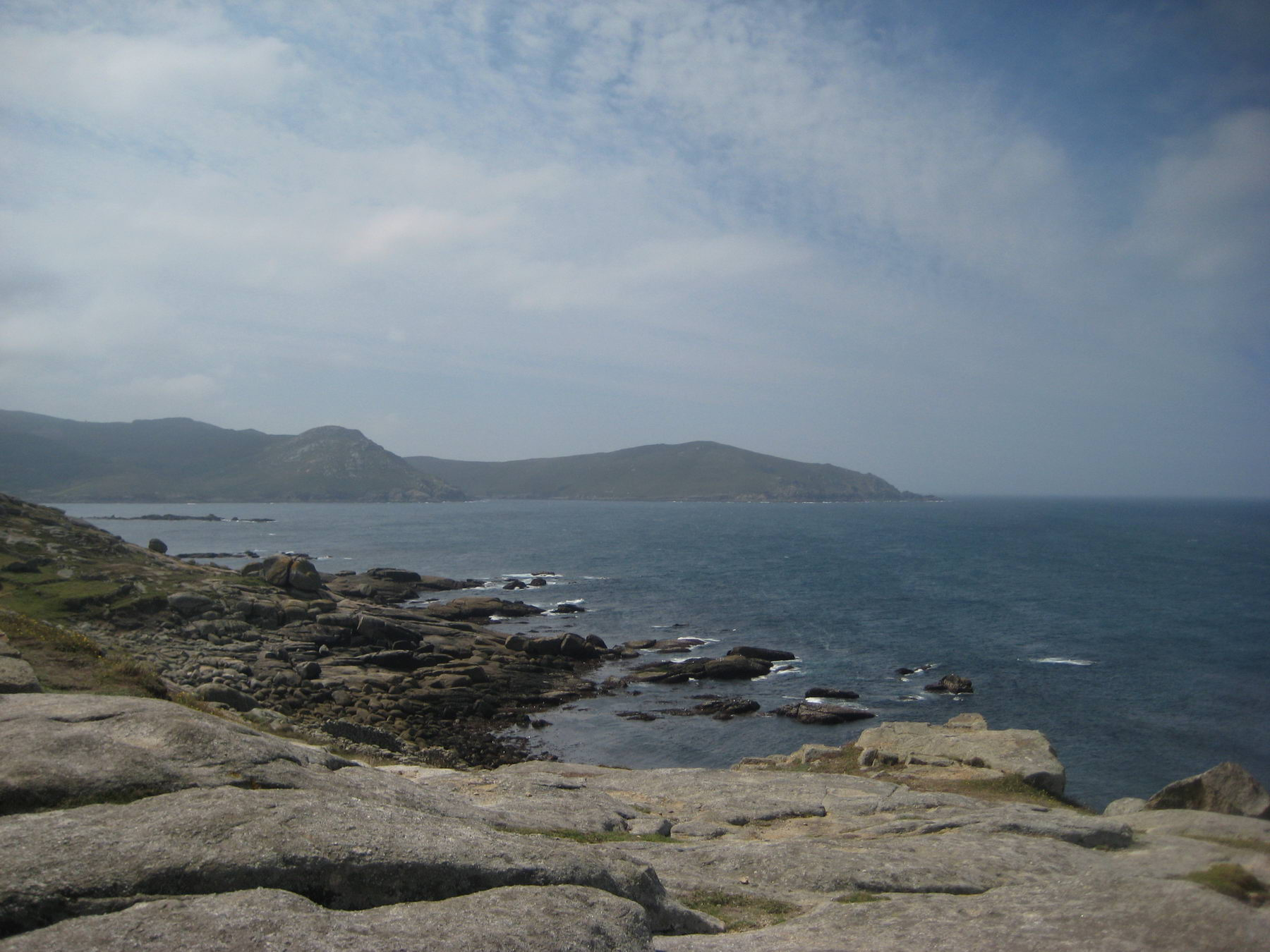
Atlantikküste bei Muxía
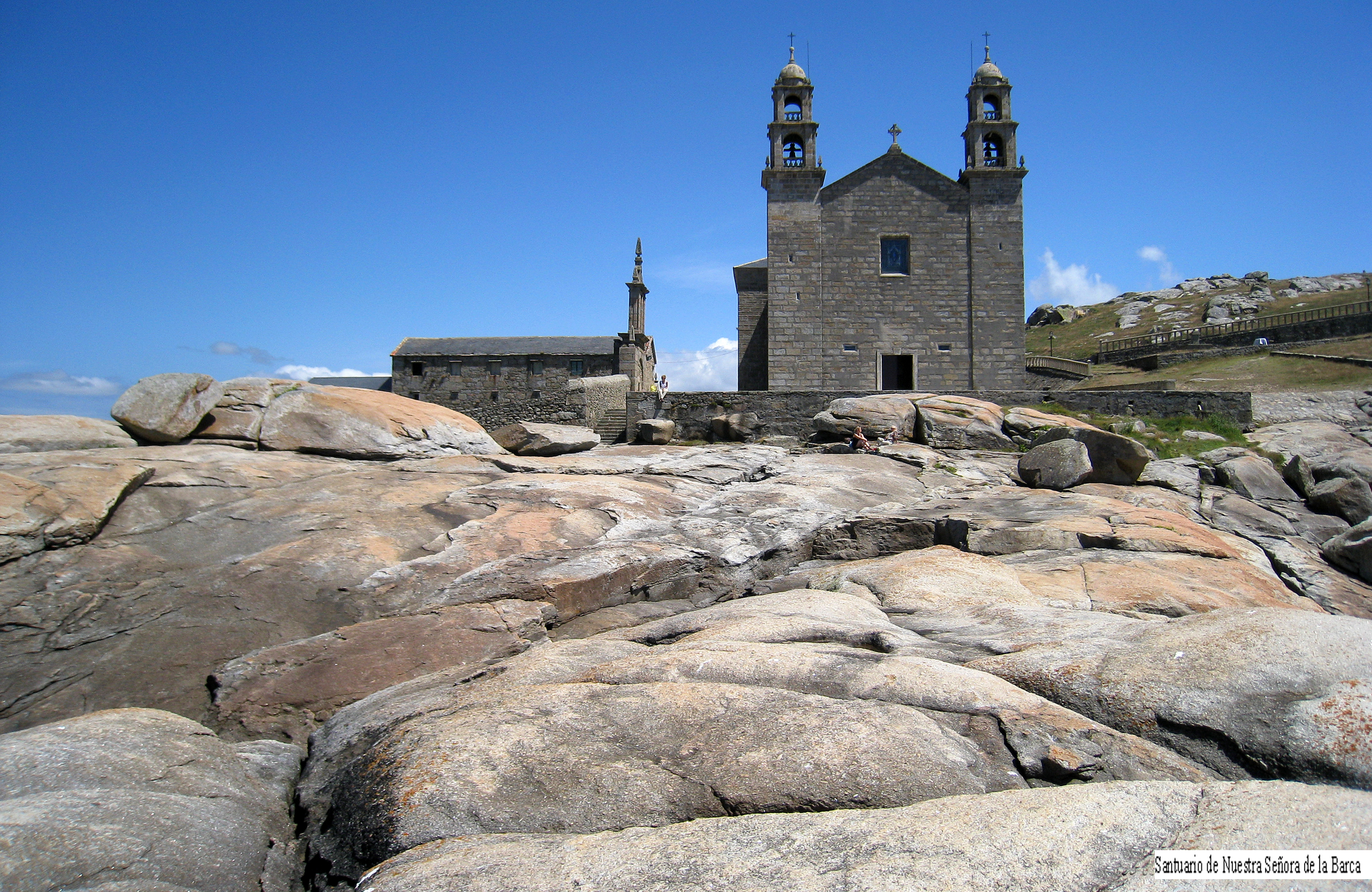
Muxía 2008
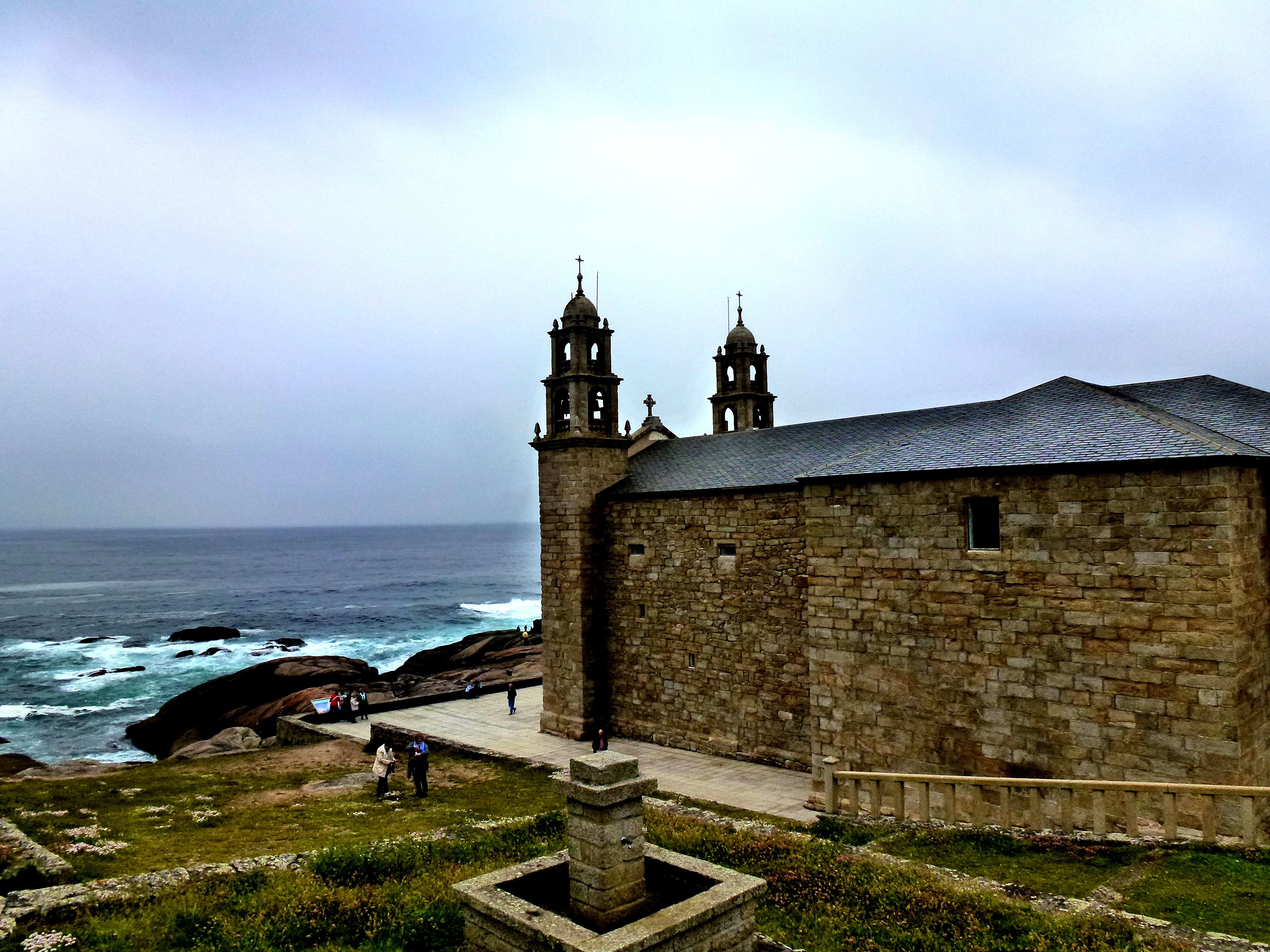
Wallfahrtskirche in Muxía
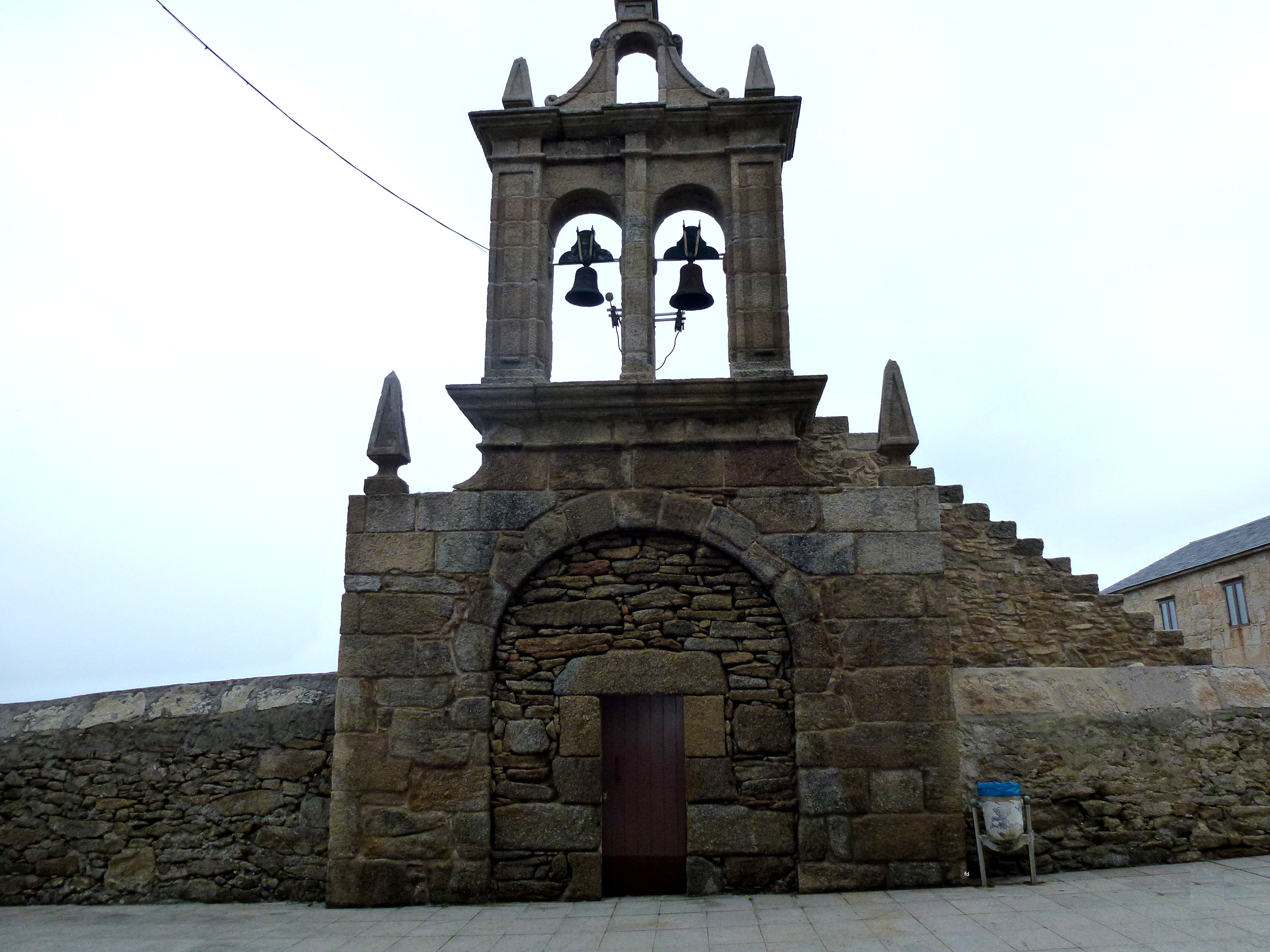
Kapelle am Meer
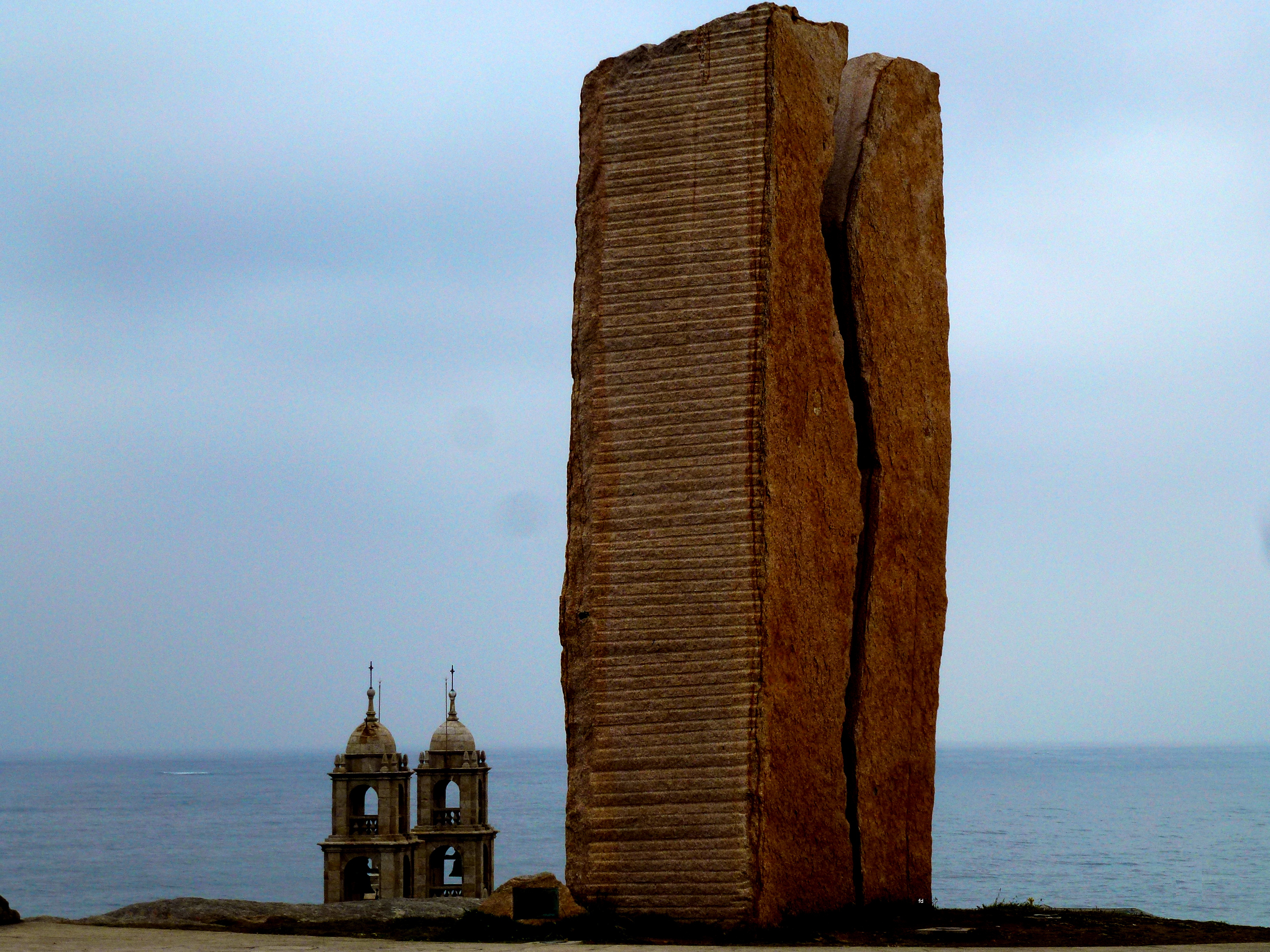
Muxía Monument von Alberto Banuelos
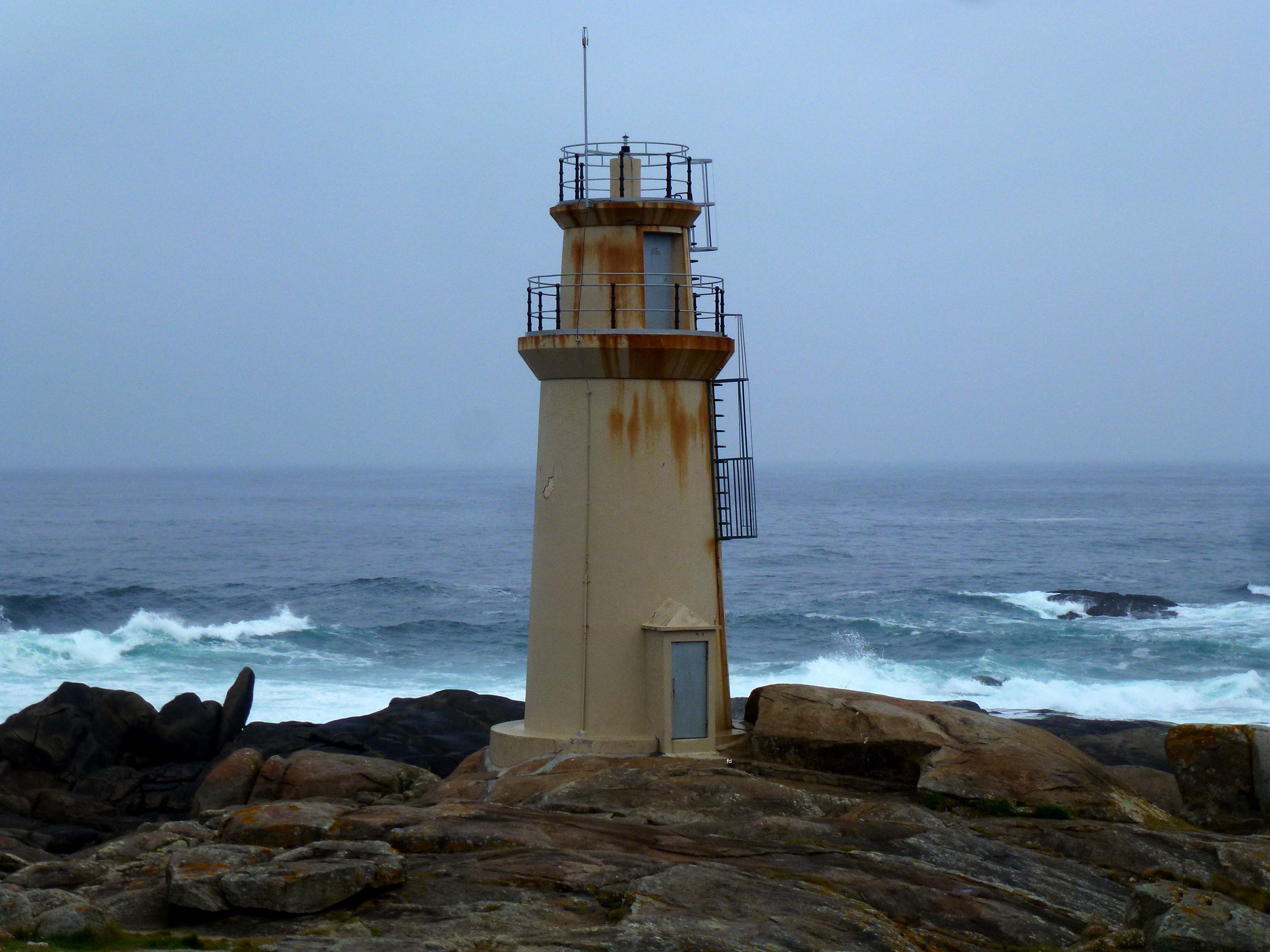
Leuchtturm Muxía Costa del Morte
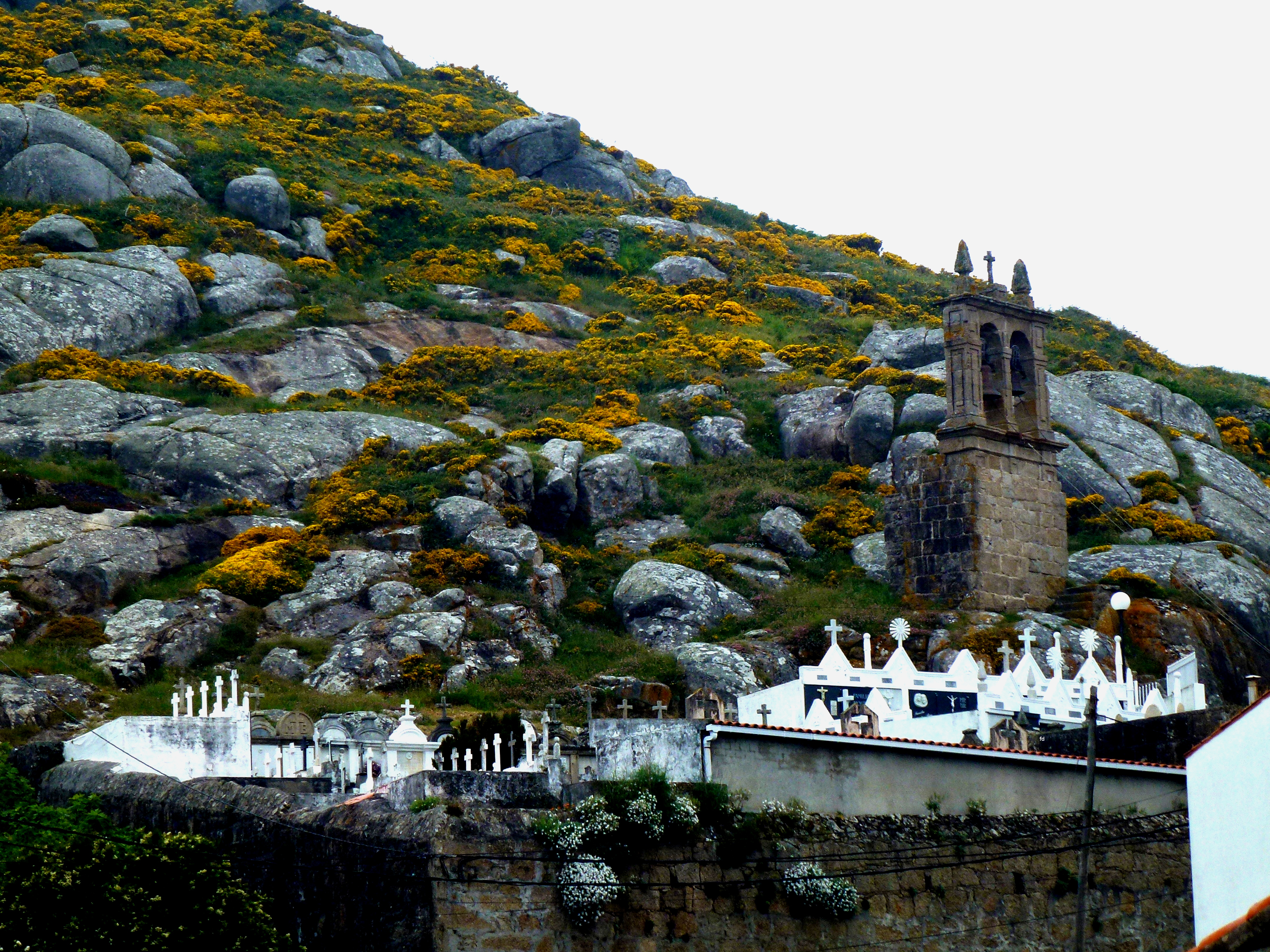
Muxía Begräbnisstätte